# Gisela Dulko
Gisela Dulko, född 30 januari 1985, i Buenos Aires, Argentina, är en argentinsk högerhänt professionell tennisspelare.

## Tenniskarriären
Gisela Dulko blev professionell spelare på WTA-touren 2001. Hon har till och med säsongen 2008 vunnit 3 singel- och 6 dubbeltitlar på touren och dessutom 6 titlar i vardera singel och dubbel i ITF-turneringar. Som bäst rankades hon i singel som nummer 26 (november 2005) och i dubbel som nummer 18 (augusti 2006). Hon har spelat in 1 676 808 US dollar i prispengar. 
I likhet med övriga spelare från Sydamerika är hon framgångsrikast på grusunderlag och har vunnit 6 av sina singeltitlar och 2 av dubbeltitlarna på det underlaget. Övriga titlar har hon vunnit på hard-court. 
Dulko vann sina ITF-singeltitlar säsongerna 2001-02. Hon har därefter spelat WTA-turneringar och fick sitt genombrott 2004 då hon nådde semifinal i 4 turneringar och turneringsbesegrade spelare som Nadia Petrova, Ai Sugiyama och Jelena Dementieva. Säsongen därpå nådde hon sin första WTA-final i singel (Hobart, förlust mot Zheng Jie).
Säsongen 2007 vann hon sina första två singeltitlar; Budapest, finalseger över Sorana Cirstea med 6-7, 6-2, 6-2 och Forest Hills, finalseger över Virginie Razzano med 6-2, 6-2.
Gisela Dulko deltog i det argentinska Fed Cup-laget 2000, 2004-05 och 2007. Hon har spelat 24 matcher i laget av vilka hon vunnit 14.

## Spelaren och personen
Gisela Dulko började spela tennis som 7-åring efter att ha sett sin bror Alejandro Dulko spela. Brodern har sedermera blivit hennes tränare och reser tillsammans med henne på turneringarna. 
Hennes bästa underlag är grus. Som förebilder bland tennisspelare har hon, förutom brodern, Pete Sampras och Marat Safin.
Hon är sedan januari den 13:e, ett par tillsammans med fotbollsspelaren Fernando Gago.

## Titlar

### Singel
- 2007 - Budapest, Forest Hills
- 2002 - ITF/Jackson, MS-USA
- 2001 - ITF/Boca Raton, FL-USA, ITF/Miami-USA, ITF/Civitanova-ITA, ITF/Rimini-ITA
- 2000 - ITF/Montevideo-URU.

### Dubbel
- 2006 - Bogotá (med Flavia Pennetta), Cincinnati (med Maria Elena Camerin)
- 2005 - Tokyo (Japan Open) (med Maria Kirilenko), Bangkok (med Shinobu Asagoe), Linz (med Kveta Peschke)
- 2004 - ITF/Waikoloa, HI-USA, ITF/Rockford, IL-USA
- 2003 - Casablanca (med Maria Emilia Salerni), ITF/Bromma-SWE
- 2002 - ITF/Hallandale Beach, FL-USA
- 2000 - ITF/Asunción-PAR, ITF/Montevideo-URU.